# Mårup (parochie)
Mårup is een parochie van de Deense Volkskerk in de Deense gemeente Hjørring. De parochie maakt deel uit van het bisdom Aalborg en telt 574 kerkleden op een bevolking van 656 (2004).
Historisch was de parochie deel van de herred Vennebjerg. In 1970 werd Mårup deel van de nieuwe gemeente Hjørring.
De oude kerk van de parochie, in Mårup, werd in 2008 definitief buiten gebruik genomen. De kerk stond boven op een duin dat door weer en wind steeds verder was aangetast. De vrees bestond dat het gebouw op den duur in zee zou vallen. In de jaren na 2008 is de kerk steen voor steen afgebroken. Al het materiaal werd lange tijd bewaard om de kerk eventueel op een andere plek weer op te kunnen bouwen, maar is uiteindelijk voor wegverharding gebruikt. De nieuwe kerk in Lønstrup kwam gereed in 1928.

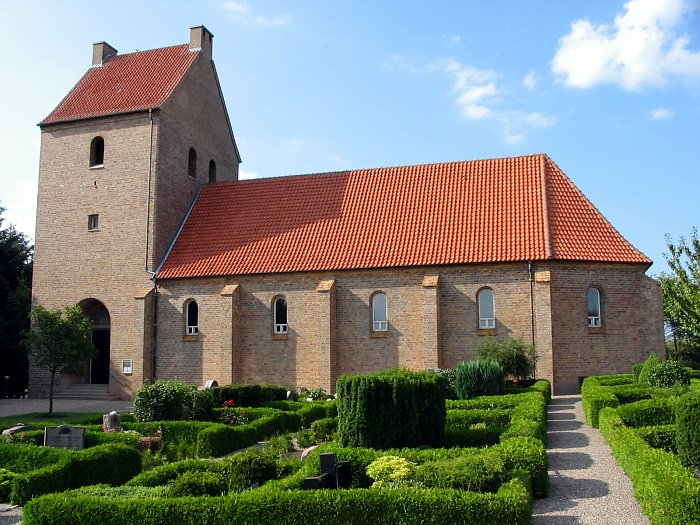
kerk van Lønstrup

Bistrup · Børglum · Em · Hæstrup · Harritslev · Jelstrup · Løkken-Furreby · Lyngby · Mårup · Rakkeby · Rubjerg · Sankt Catharinæ · Sankt Hans · Sankt Olai · Sejlstrup · Skallerup · Tårs · Vejby · Vennebjerg · Vrå · Vrejlev · Vrensted